# Niendorf/Stecknitz
Pour les articles homonymes, voir Niendorf.
Niendorf/Stecknitz (ou Niendorf a. d. St.) est une commune allemande du Schleswig-Holstein, située dans l'arrondissement du duché de Lauenbourg (Kreis Herzogtum Lauenburg), à sept kilomètres au sud-ouest de la ville de Mölln. Niendorf/Stecknitz est l'une des onze communes de l'Amt Breitenfelde dont le siège est à Breitenfelde.

## Personnalité liée à la commune
- Mathilde Block (1850-1932), peintre et brodeuse est née à Niendorf et y est inhumée